# Twin Lakes (Klusha Creek)
Die Twin Lakes (englisch für „Zwillingsseen“) sind eine Seengruppe 47 km südsüdöstlich von Carmacks sowie knapp 120 km nordnordwestlich von Whitehorse im kanadischen Territorium Yukon. Die Seengruppe besteht aus zwei benachbarten Seen. Der östliche See liegt in den Stammesgebieten der Kwanlin Dun First Nation und Little Salmon/Carmacks First Nation. Der westliche See liegt zusätzlich noch im Stammesgebiet der Champagne and Aishihik First Nations.

## Lage
Die auf einer Höhe von 630 m gelegenen Twin Lakes bestehen aus einem westlichen See (1,53 km²) und einem östlichen See (0,61 km²). Zwischen den beiden Seen verläuft der Klondike Highway. Der östliche See fließt zum westlichen See ab. Der westliche See wird vom Klusha Creek in nördlicher Richtung durchflossen. Der Klusha Creek fließt dem Nordenskiold River zu. Am Nordufer des westlichen Sees befindet sich der staatliche Campingplatz „Twin Lakes Campground“ mit einer Bootsrampe. Der östliche See hat ein Kiesufer, das als Bootsrampe genutzt werden kann.

## Seefauna
Eine Untersuchung der Seen im Jahr 2013 erbrachte, dass die Population des Amerikanischen Seesaiblings einen geringen Bestand aufwies. Die Heringsmaräne ist im westlichen See in geringen Mengen vorhanden, im östlichen See wurde damals keine Heringsmaräne gefangen.